# 1239

## Události
- papež Řehoř IX. podruhé exkomunikoval římského císaře Fridricha II.
- druhý vpád Tatarů do Evropy (1239–1241)
- v Mont Aimé upáleno na hranici 183 kacířů

probíhající události
- 1223–1242: Mongolský vpád do Evropy

## Narození
- 17. června – Eduard I., anglický král († 7. července 1307)
- Petr III. Aragonský, aragonský a sicilský král († 10. listopadu 1285)
- Theobald II. Navarrský, navarrský král († 4. prosince 1270)

## Úmrtí
- 14. května – Anežka Goricko-Tyrolská, míšeňská markraběnka a latkraběnka durynská (* ?)
- 16. října – Přemysl, moravský markrabě, syn Přemysla Otakara I. a Konstancie Uherské (* 1209)
- 13. listopadu – Jindřich II. z Baru, hrabě z Baru, pán z Ligny, účastník bitvy u Bouvines a dvou křížových výprav (* asi 1190)
- 13. prosince – Albrecht IV. Habsburský, hrabě z Aargau a z Horního Alsaska (* cca 1188)
- ? – Irena Laskarina, nikájská císařovna (* ?)

## Hlava státu
- České království – Václav I.
- Svatá říše římská – Fridrich II.
- Papež – Řehoř IX.
- Anglické království – Jindřich III. Plantagenet
- Francouzské království – Ludvík IX.
- Polské knížectví – Jindřich II. Pobožný
- Uherské království – Béla IV.
- Latinské císařství – Balduin II.
- Nikájské císařství – Jan III. Dukas Vatatzés
- Mongolská říše – Ogataj